# Coenotephria tophaceata
Coenotephria tophaceata är en fjärilsart som beskrevs av Ignaz Schiffermüller 1775. Coenotephria tophaceata ingår i släktet Coenotephria och familjen mätare. Inga underarter finns listade i Catalogue of Life.